# Női röplabdatorna a 2009. évi nyári európai ifjúsági olimpiai fesztiválon
A 2009. évi nyári európai ifjúsági olimpiai fesztiválon a női röplabda mérkőzéseket július 20. és július 24. között rendezték Tamperében.

## Érmesek
| A 2009. évi nyári európai ifjúsági olimpiai fesztivál érmesei női röplabdában | A 2009. évi nyári európai ifjúsági olimpiai fesztivál érmesei női röplabdában | A 2009. évi nyári európai ifjúsági olimpiai fesztivál érmesei női röplabdában | A 2009. évi nyári európai ifjúsági olimpiai fesztivál érmesei női röplabdában |
| ----------------------------------------------------------------------------- | ----------------------------------------------------------------------------- | ----------------------------------------------------------------------------- | ----------------------------------------------------------------------------- |
| Arany                                                                         | Ezüst                                                                         | Bronz                                                                         |                                                                               |
| Törökország ·                                                                 | Oroszország ·                                                                 | Belgium ·                                                                     |                                                                               |

## Csoportkör

### A csoport
|             |      | Mérkőzések | Mérkőzések | Szettek | Szettek | Szettek | Pontok | Pontok | Pontok |
| Csapat      | Pont | Gy         | V          | Sz+     | Sz–     | SzA     | P+     | P–     | PA     |
| ----------- | ---- | ---------- | ---------- | ------- | ------- | ------- | ------ | ------ | ------ |
| Németország | 6    | 2          | 0          | 6       | 1       | 6       | 161    | 149    | 1,08   |
| Belgium     | 3    | 1          | 1          | 4       | 3       | 1,33    | 164    | 134    | 1,22   |
| Hollandia   | 0    | 0          | 2          | 0       | 6       | 0       | 108    | 150    | 0,72   |
| Olaszország | -    | -          | -          | -       | -       | -       | -      | -      | -      |

Olaszország női röplabda csapatát kizárták.
| 2009. július 20. | Belgium               | 3–0 | Hollandia | Tampere |
| 2009. július 20. | (25–19, 25–11, 25–18) |     |           | Tampere |

| 2009. július 21. | Hollandia             | 0–3 | Németország | Tampere |
| 2009. július 21. | (16–25, 23–25, 21–25) |     |             | Tampere |

| 2009. július 22. | Németország                  | 3–1 | Belgium | Tampere |
| 2009. július 22. | (25–20, 25–21, 11–25, 25–23) |     |         | Tampere |

### B csoport
|             |      | Mérkőzések | Mérkőzések | Szettek | Szettek | Szettek | Pontok | Pontok | Pontok |
| Csapat      | Pont | Gy         | V          | Sz+     | Sz–     | SzA     | P+     | P–     | PA     |
| ----------- | ---- | ---------- | ---------- | ------- | ------- | ------- | ------ | ------ | ------ |
| Oroszország | 8    | 3          | 0          | 9       | 2       | 4,50    | 256    | 215    | 1,19   |
| Törökország | 7    | 2          | 1          | 8       | 4       | 2       | 272    | 235    | 1,15   |
| Szerbia     | 3    | 1          | 2          | 3       | 6       | 0,50    | 186    | 209    | 0,89   |
| Finnország  | 0    | 0          | 3          | 1       | 9       | 0,11    | 193    | 248    | 0,77   |

| 2009. július 20. | Törökország                         | 2–3 | Oroszország | Tampere |
| 2009. július 20. | (25–21, 25–20, 18–25, 19–25, 11–15) |     |             | Tampere |

| 2009. július 20. | Szerbia               | 3–0 | Finnország | Tampere |
| 2009. július 20. | (25–23, 25–19, 25–16) |     |            | Tampere |

| 2009. július 21. | Szerbia               | 0–3 | Törökország | Tampere |
| 2009. július 21. | (19–25, 24–26, 11–25) |     |             | Tampere |

| 2009. július 21. | Finnország            | 0–3 | Oroszország | Tampere |
| 2009. július 21. | (20–25, 18–25, 22–25) |     |             | Tampere |

| 2009. július 22. | Oroszország           | 3–0 | Szerbia | Tampere |
| 2009. július 22. | (25–22, 25–19, 25–16) |     |         | Tampere |

| 2009. július 22. | Törökország                 | 3–1 | Finnország | Tampere |
| 2009. július 22. | (23–25, 25–22, 25–9, 25–19) |     |            | Tampere |

## Az 5–7. helyért
| 2009. július 23. | Hollandia                    | 1–3 | Finnország | Tampere |
| 2009. július 23. | (20–25, 23–25, 25–23, 22–25) |     |            | Tampere |

## Az 5–6. helyért
| 2009. július 24. | Finnország                   | 1–3 | Szerbia | Tampere |
| 2009. július 24. | (25–18, 25–27, 23–25, 17–25) |     |         | Tampere |

## Elődöntők
| 2009. július 23. | Németország           | 0–3 | Törökország | Tampere |
| 2009. július 23. | (21–25, 22–25, 22–25) |     |             | Tampere |

| 2009. július 23. | Belgium                             | 2–3 | Oroszország | Tampere |
| 2009. július 23. | (26–28, 25–15, 25–20, 24–26, 10–15) |     |             | Tampere |

## Bronzmérkőzés
| 2009. július 24. | Németország                  | 1–3 | Belgium | Tampere |
| 2009. július 24. | (25–16, 20–25, 23–25, 17–25) |     |         | Tampere |

## Döntő
| 2009. július 24. | Törökország                         | 3–2 | Oroszország | Tampere |
| 2009. július 24. | (25–21, 26–24, 17–25, 29–31, 15–11) |     |             | Tampere |

## Végeredmény
| Arany | Törökország | 12 | 4 | 1 | 469 | 412 | 1,13 | 14 | 6  | 2,33 |  |  |  |  |
| Ezüst | Oroszország | 11 | 4 | 1 | 472 | 447 | 1,05 | 14 | 7  | 2    |  |  |  |  |
| Bronz | Belgium     | 7  | 2 | 2 | 365 | 319 | 1,14 | 9  | 7  | 1,28 |  |  |  |  |
| 4.    | Németország | 6  | 2 | 2 | 307 | 315 | 0,97 | 7  | 7  | 1    |  |  |  |  |
|       |             |    |   |   |     |     |      |    |    |      |  |  |  |  |
| 5.    | Szerbia     | 6  | 2 | 2 | 281 | 299 | 0,93 | 6  | 7  | 0,85 |  |  |  |  |
| 6.    | Finnország  | 3  | 1 | 4 | 381 | 433 | 0,87 | 5  | 13 | 0,38 |  |  |  |  |
| 7.    | Hollandia   | 0  | 0 | 3 | 198 | 248 | 0,79 | 1  | 9  | 0,11 |  |  |  |  |